# Anhedoni
Anhedoni (av grekiskans ἀν–, an, "inte", "ej", och ἡδονή, hēdonḗ, "lust") är ett psykiskt symtom och tillstånd som avser oförmåga att känna lust och tillfredsställelse, framförallt i form av fysisk njutning och glädje av social samvaro, men också att njuta i andra bemärkelser och sammanhang. Anhedoni är motsatsen till hedoni, att njuta av livet. Det är nödvändigtvis inte något fel på människan som drabbas av anhedoni, det förekommer hos "friska" människor också. Det har inte varit möjligt att finna samband mellan anhedoni och något tydligt neurologiskt "fel".

## Beskrivning
Förmågan att njuta spelar en tämligen stor roll i människans sociala liv och överlevnad, däribland förmågan att uppskatta god doft och undvika stank, att värdesätta trevligt umgänge och att vid möjlighet välja bort otrevligt. Vid anhedoni är denna förmåga nedsatt eller försvunnen. Den som drabbats av anhedoni söker sig inte till lustfyllda upplevelser. En huvuddel i hur alla barn med anhedoni beter sig är att de inte bryr sig om att leka.
Anhedoni kan drabba olika områden. Fysisk anhedoni innebär att inte känna njutning av sex, att äta, beröring och andra sinnesupplevelser. Social anhedoni kännetecknas av att inte längre uppskatta umgänge med vänner, att inte beröras känslomässigt av samtal och att inte längre ha trevligt vid sociala aktiviteter. Anhedoni kan också drabba andra områden, som att sluta uppskatta tävlingar (om man brukat göra det), att inte längre bry sig om studieframgångar, eller att tappa intresset för musik eller en favoritserie på TV. Kulturell kontext inverkar på behandling av anhedoni. Forskning har även konstaterat att personer som upplever anhedoni inte upplever världen som människor som inte gör det.
Anhedoni är vanligare bland personer med schizofreni än bland övriga befolkningen. Det förekommer även vid svår depression, posttraumatiskt stressyndrom, drogavvänjning, vid användning av SSRI-preparat och Parkinsons sjukdom.
Medan den sociala anhedonin vid schizofreni, när den finns, är kronisk, är det vid depression ett övergående tillstånd. Social, men inte fysisk anhedoni (nedsatt libido), har troligen ett samband med sårbarheten inför att utveckla psykos.